# Harry Hill
Pour les articles homonymes, voir Hill, Matthew Hall (homonymie) et Hall.
Harry Hill (Matthew Hall de son vrai nom, né le 1er octobre 1964) est un comédien, auteur et présentateur de télévision britannique, connu pour son accoutrement, notamment ses cols de chemises en pelle à tarte de taille exagérée.
Une des émissions dont il fait la voix-off s'appelle You've Been Framed, sorte de vidéo-gag anglais.
Il présente également l'émission Harry Hill's TV Burp (Les renvois (rots) de la TV) où la source des gags sont les maladresses de la semaine commises dans les différentes séries et émissions britanniques.

## Filmographie
- 2001-2012 : Harry Hill's TV Burp
- 2011 : Little Crackers
- 2012 : Whatever Happened to Harry Hill?
- 2013 : The Harry Hill Movie
- 2016 : Harry Hill's Tea Time